# Бокарев, Анатолий Тимофеевич
Анатолий Тимофеевич Бокарев (род. 29 марта 1924, Старая Русская Амзя, Чистопольский кантон, Татарская АССР) — Герой Социалистического Труда (1971), старший вальцовщик-оператор блюминга «1150» Нижнетагильского металлургического комбината имени В. И. Ленина Министерства чёрной металлургии СССР, Свердловская область.

## Биография
Родился 29 марта 1924 года в селе Старая Амзя Чистопольского кантона Татарской АССР (ныне — Нурлатский район Республики Татарстан).
В 1942—1945 годах служил в пограничных войсках на Дальнем Востоке.
Закончил Нижнетагильский металлургический техникум в 1961 году.
В 1945—1990 годах работал старшим вальцовщиком-оператором прокатного стана Нижнетагильского металлургического комбината имени Ленина. Был членом президиума ВЦСПС, председателем комиссии профкома комбината.
С 1990 года на пенсии. Переехал в город Луга Ленинградской области.

## Награды
За свои достижения был награждён:
- 26.12.1952 — медаль «За трудовое отличие»;
- 28.05.1960 — медаль «За трудовую доблесть»;
- 22.03.1966 — орден Ленина;
- 06.04.1985 — орден Отечественной войны II степени[2];
- 30.03.1971 — звание Герой Социалистического Труда с золотой медалью Серп и Молот и орден Ленина «за выдающиеся успехи, достигнутые в выполнении заданий пятилетнего плана по развитию черной металлургии».